# جشنواره فیلم کن ۲۰۰۳
پنجاه و ششمین دوره جشنواره فیلم کن در این دوره گاس ون سنت توانست با فیلم فیل برنده نخل طلا و بهترین کارگردانی شود. کلینت ایستوود و سمیرا مخملباف کاندیدای نخل طلا شدند. فیلم‌هایی از جیمز کامرون، واچوفسکی‌ها، چارلی چاپلین و میشائیل هانکه در خارج از مسابقه به نمایش درآمدند. جایزه برای کارهای نو و نگاهی نو به فیلم طلای سرخ جعفر پناهی رسید. و جایزه کلیسای جهانی و جایزه هیئت داوران جشنواره فیلم کن به فیلم پنج عصر سمیرا مخملباف تعلق گرفت.

## هیئت داوران
- پاتریس شرو (فرانسه)
- آیشواریا رای (هند)
- مگ رایان (ایالات متحده آمریکا)
- کارن ویار (فرانسه)
- اری دلوکا (ایتالیا)
- ژان روشفور (فرانسه)

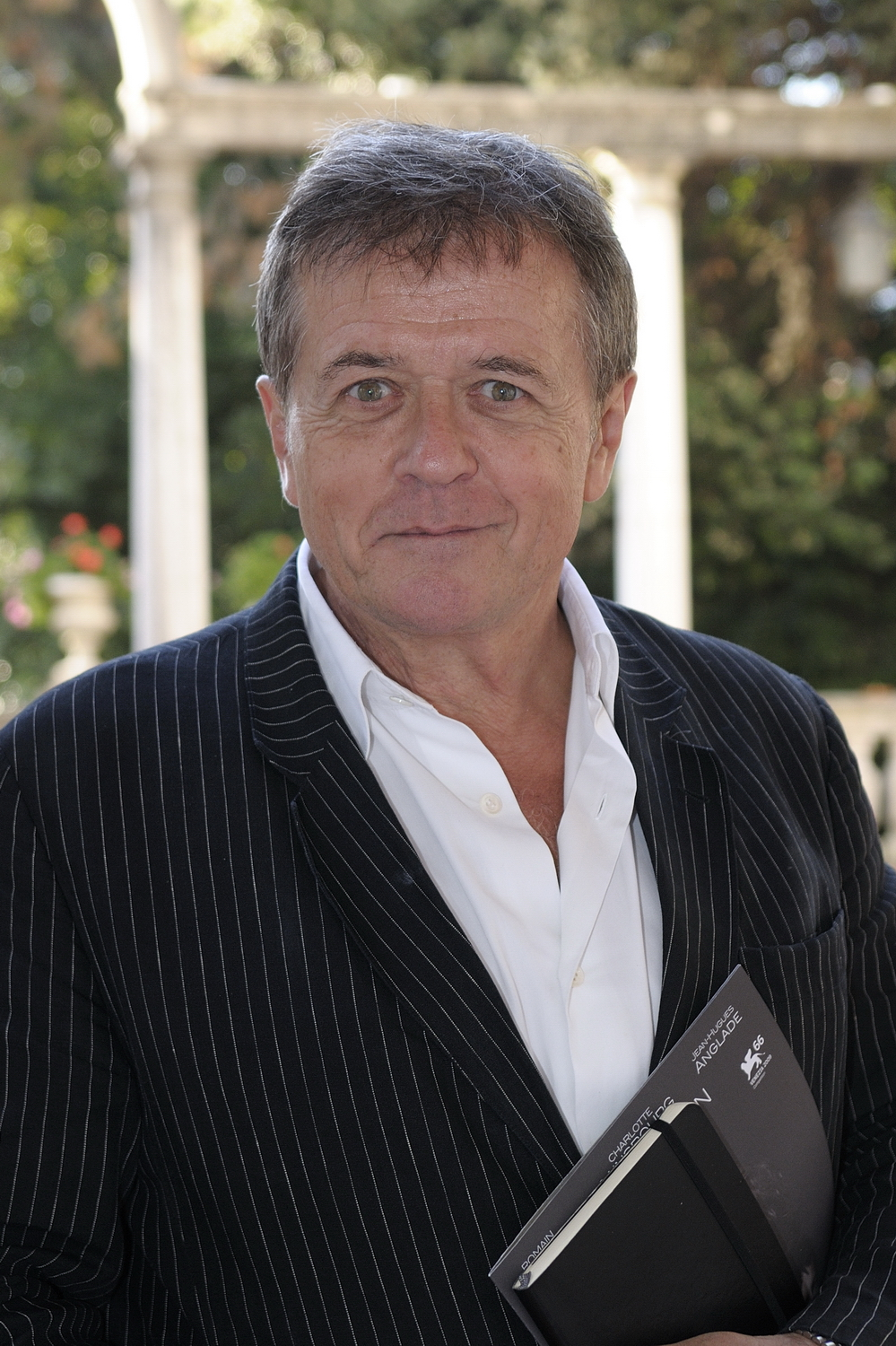
پاتریس شرو، رئیس هیئت داوران

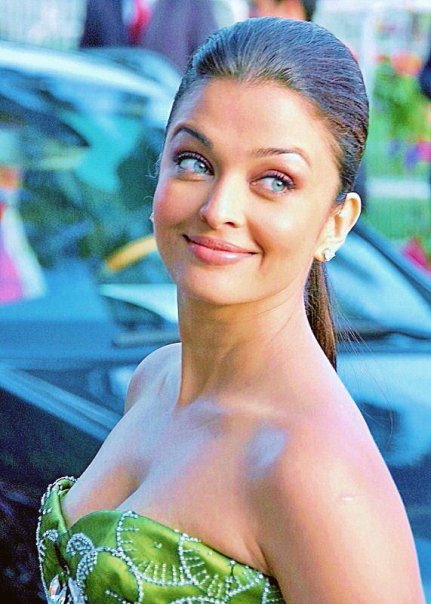
آیشواریا رای، عضو داوران

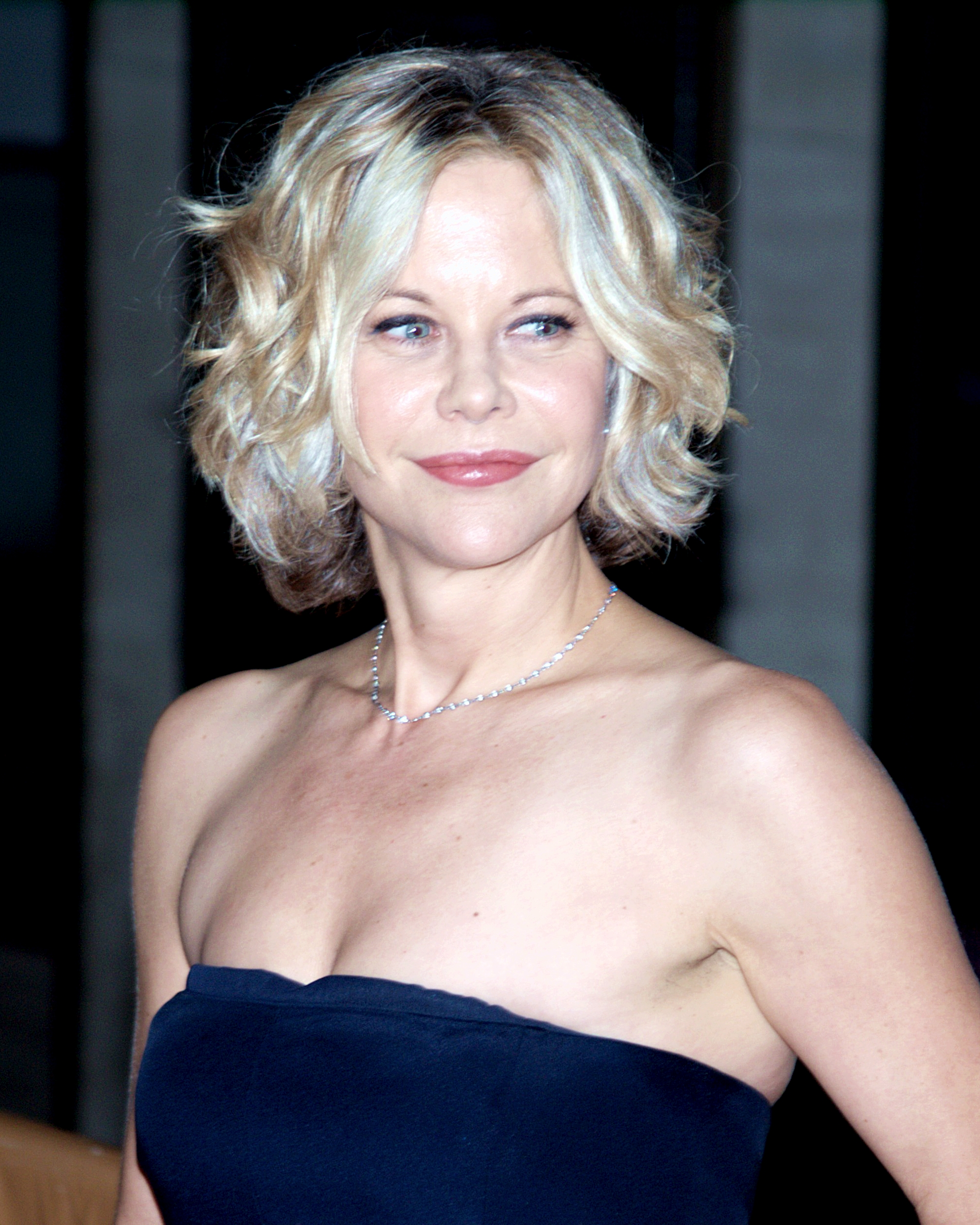
مگ رایان، عضو داوران

- استیون سودربرگ (ایالات متحده آمریکا)
- دانیس تانویچ (بوسنی و هرزگوین)
- جیانگ ون (جمهوری خلق چین)

## مسابقه
فیلم‌های زیر برای بخش مسابقه انتخاب شده‌اند:
- Akarui mirai - کیوشی کوروساوا
- خرگوش قهوه‌ای - وینسنت گالو
- Carandiru - هکتور بابنکو
- Ce jour-là - رائول روئیز
- داگویل - لارس فون تریر
- فیل - گاس ون سنت
- افسون‌شده (فیلم ۲۰۰۳) - پوپی آواتی
- La Petite Lili - کلود میلر
- کتلت‌ها - برتران بلیه
- تهاجم بربرها - دنیس آرکند
- منحرف - آندره تشینه
- رودخانه میستیک - کلینت ایستوود
- پدر و پسر - الکساندر سوکوروف
- پنج عصر - سمیرا مخملباف
- Sharasojyu - نایومی کاواسه
- استخر - فرانسوا اوزون
- The Tulse Luper Suitcases, Part 1: The Moab Story - پیتر گرینوی
- Tiresia - برتران بونلو
- اوزاک - نوری بیلگه جیلان
- Zǐ Húdié - Lou Ye

## خارج از مسابقه
- اشباح غوطه‌ور - جیمز کامرون
- Il grido d'angoscia dell'uccello predatore (20 tagli d'Aprile) - نانی مورتی
- زمانه گرگ - میشائیل هانکه
- عصر جدید - چارلی چاپلین
- S-21, la machine de mort Khmère rouge - ریثی پان
- مه جنگ - ارول موریس
- The Last Customer - نانی مورتی
- ماتریکس: بارگذاری مجدد - واچوفسکی‌ها
- The Soul of a Man - ویم وندرس

## برندگان
- نخل طلا: فیل - گاس ون سنت
- جایزه بزرگ (جشنواره فیلم کن): اوزاک - نوری بیلگه جیلان
- جایزه هیئت داوران جشنواره فیلم کن: پنج عصر - سمیرا مخملباف
- جایزه بهترین بازیگر مرد جشنواره فیلم کن: اوزاک و مهمت ایمین توپارک برای اوزاک
- جایزه بهترین بازیگر زن جشنواره فیلم کن: ماری-ژوزه کروز برای تهاجم بربرها
- جایزه بهترین کارگردان جشنواره فیلم کن: فیل - گاس ون سنت
- نخل طلایی فیلم کوتاه: Cracker Bag - Glendyn Ivin
- جایزه بهترین فیلم‌نامه جشنواره فیلم کن: تهاجم بربرها - دنیس آرکند
- افتخاری گلدن پالم: ژن مورو
- دوربین زرین: بازسازی - کریستوفر بو
- جایزه برای کارهای نو و نگاهی نو: طلای سرخ - جعفر پناهی
- مربی طلایی: رودخانه میستیک - کلینت ایستوود
- جایزه کلیسای جهانی (جشنواره کن): پنج عصر - سمیرا مخملباف